# Clatous Chama
Clatous Chota Chama (Mansa, Zambia, 18 de junio de 1991) es un futbolista zambiano. Juega de centrocampista y su equipo es el Young Africans S. C. de la Liga tanzana de fútbol. Es internacional absoluto por la selección de Zambia desde 2015.

## Trayectoria
Formó parte del plantel del ZESCO United F. C. que llegó a las semifinales de la Liga de Campeones de la CAF 2016, tras esto fichó con el Al Ittihad de Egipto.
En 2018 fichó por el Simba Sports Club de la Liga tanzana de fútbol.

## Selección nacional
Debutó con la selección de Zambia el 6 de noviembre de 2015 en la derrota por 0-3 ante República Democrática del Congo en un amistoso.

### Participaciones en copas continentales
| Copa                                    | Sede      | Resultado        |
| --------------------------------------- | --------- | ---------------- |
| Campeonato Africano de Naciones de 2016 | Ruanda    | Cuartos de final |
| Copa COSAFA 2018                        | Sudáfrica | Final            |

## Clubes
| Club                 | País      | Año           |
| -------------------- | --------- | ------------- |
| Power Dynamos        | Zambia    | 2012          |
| Nchanga Rangers      | Zambia    | 2013          |
| Zesco United         | Zambia    | 2014-2016     |
| Al Ittihad           | Egipto    | 2017          |
| Lusaka Dynamos       | Zambia    | 2017-2018     |
| Simba S. C.          | Tanzania  | 2018-2021     |
| RS Berkane           | Marruecos | 2021          |
| Simba S. C.          | Tanzania  | 2022-2024     |
| Young Africans S. C. | Tanzania  | 2024-presente |

## Palmarés

### Títulos nacionales
| Título                     | Club              | País     | Año     |
| -------------------------- | ----------------- | -------- | ------- |
| Primera División de Zambia | Zesco United      | Zambia   | 2014    |
| Copa de Zambia             | Zesco United      | Zambia   | 2014    |
| Primera División de Zambia | Zesco United      | Zambia   | 2015    |
| Copa de Zambia             | Zesco United      | Zambia   | 2016    |
| Liga tanzana de fútbol     | Simba Sports Club | Tanzania | 2018-19 |
| Liga tanzana de fútbol     | Simba Sports Club | Tanzania | 2019-20 |
| Copa Nyerere               | Simba Sports Club | Tanzania | 2019-20 |
| Liga tanzana de fútbol     | Simba Sports Club | Tanzania | 2020-21 |